# Philip von Egmond

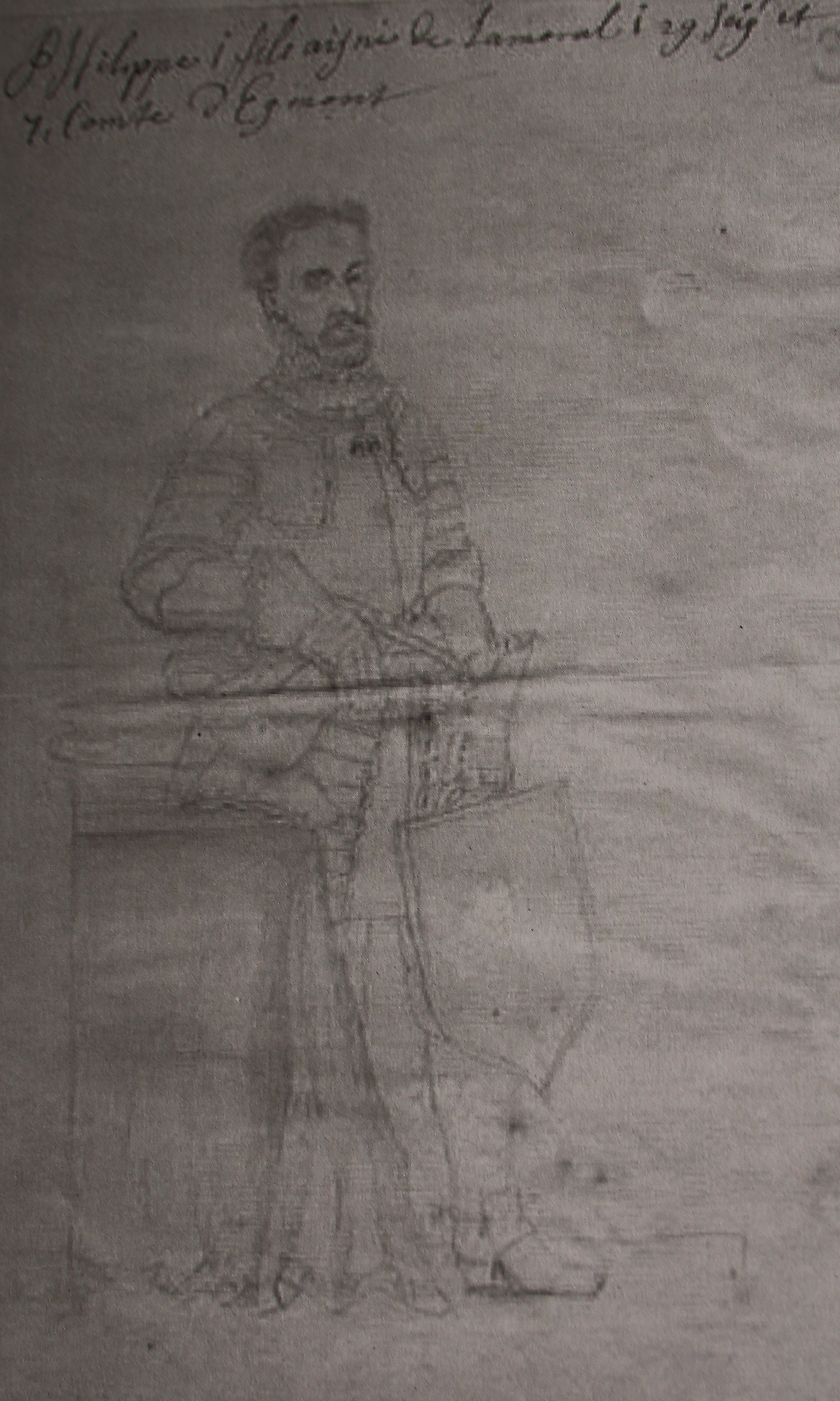
Philip von Egmond

Philip von Egmond (* 1558 auf Schloss La Hamaide im Hennegau; † 14. März 1590 bei Ivry) entstammte dem holländischen Hochadelsgeschlecht der Egmonds. Er war der fünfte Graf von Egmond, Fürst von Gavere, Baron von Gaesbeek, sowie Heer von Purmerend, Purmerland und Ilpendam.
Philip wurde als siebentes Kind, aber als erster Sohn, von Lamoral von Egmond und Sabine von Pfalz-Simmern auf Schloss La Hamaide im Hennegau geboren. Nach der Hinrichtung des Vaters übernahm Wilhelm von Oranien die Vormundschaft über den jungen Prinzen. Er war mit Maria van Horne verheiratet, die Ehe blieb aber kinderlos. Egmond bot dem spanischen König Philipp II. – der sein Großonkel war – seine Dienste an und eroberte für ihn diverse Städte und Festungen. Dafür wurde er von Philipp II. in den Orden vom Goldenen Vlies aufgenommen.
Am 14. März 1590 fiel Philip von Egmond in der Schlacht von Ivry gegen den französischen König Heinrich IV.
Nach Philips Tod wurde dessen jüngerer Bruder Lamoral II. von Egmond als sein Titelerbe eingesetzt.